# Grand Prix Indii 2011

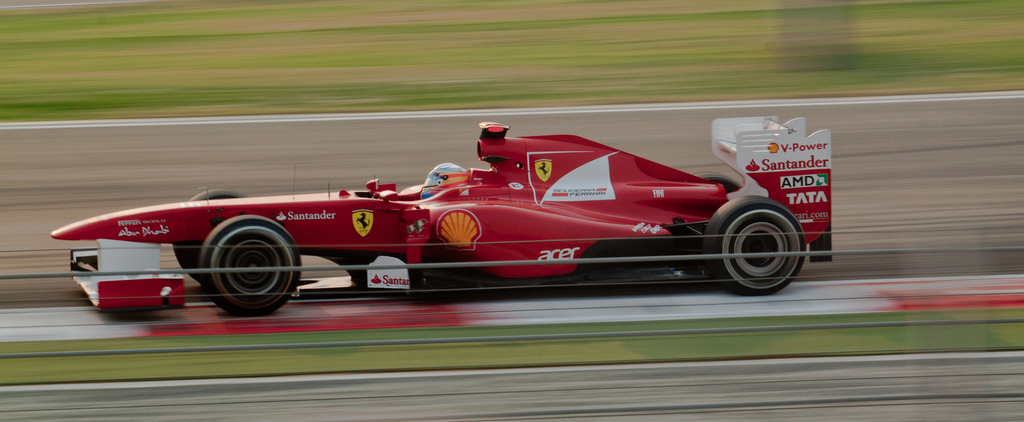
Fernando Alonso podczas Grand Prix Indii 2011

Grand Prix Indii 2011 (oficjalnie Airtel Grand Prix of India 2011) – siedemnasta runda Mistrzostw Świata Formuły 1 w sezonie 2011. Drugie z czterech GP po rozstrzygnięciu walki o tytuł w klasyfikacji kierowców wygranej przez Sebastiana Vettela podczas GP Japonii, trzy tygodnie wcześniej.

## Lista startowa
Na niebieskim tle kierowcy biorący udział jedynie w piątkowym treningu
| Nr | Kierowca           | Zespół                       | Samochód            | Silnik                   | Opony |
| -- | ------------------ | ---------------------------- | ------------------- | ------------------------ | ----- |
| 1  | Sebastian Vettel   | Red Bull Racing              | Red Bull RB7        | Renault RS27-2011 2.4 V8 | P     |
| 2  | Mark Webber        | Red Bull Racing              | Red Bull RB7        | Renault RS27-2011 2.4 V8 | P     |
| 3  | Lewis Hamilton     | Vodafone McLaren Mercedes    | McLaren MP4-26      | Mercedes FO 108Y 2.4 V8  | P     |
| 4  | Jenson Button      | Vodafone McLaren Mercedes    | McLaren MP4-26      | Mercedes FO 108Y 2.4 V8  | P     |
| 5  | Fernando Alonso    | Scuderia Ferrari             | Ferrari 150° Italia | Ferrari 056 2.4 V8       | P     |
| 6  | Felipe Massa       | Scuderia Ferrari             | Ferrari 150° Italia | Ferrari 056 2.4 V8       | P     |
| 7  | Michael Schumacher | Mercedes GP Petronas F1 Team | Mercedes MGP W02    | Mercedes FO 108Y 2.4 V8  | P     |
| 8  | Nico Rosberg       | Mercedes GP Petronas F1 Team | Mercedes MGP W02    | Mercedes FO 108Y 2.4 V8  | P     |
| 9  | Bruno Senna        | Lotus Renault GP             | Renault R31         | Renault RS27-2011 2.4 V8 | P     |
| 10 | Witalij Pietrow    | Lotus Renault GP             | Renault R31         | Renault RS27-2011 2.4 V8 | P     |
| 11 | Rubens Barrichello | AT&T Williams                | Williams FW33       | Cosworth CA2011 2.4 V8   | P     |
| 12 | Pastor Maldonado   | AT&T Williams                | Williams FW33       | Cosworth CA2011 2.4 V8   | P     |
| 14 | Adrian Sutil       | Sahara Force India F1 Team   | Force India VJM04   | Mercedes FO 108Y 2.4 V8  | P     |
| 15 | Paul di Resta      | Sahara Force India F1 Team   | Force India VJM04   | Mercedes FO 108Y 2.4 V8  | P     |
| 16 | Kamui Kobayashi    | Sauber F1 Team               | Sauber C30          | Ferrari 056 2.4 V8       | P     |
| 17 | Sergio Pérez       | Sauber F1 Team               | Sauber C30          | Ferrari 056 2.4 V8       | P     |
| 18 | Sébastien Buemi    | Scuderia Toro Rosso          | Toro Rosso STR6     | Ferrari 056 2.4 V8       | P     |
| 19 | Jaime Alguersuari  | Scuderia Toro Rosso          | Toro Rosso STR6     | Ferrari 056 2.4 V8       | P     |
| 20 | Heikki Kovalainen  | Team Lotus                   | Lotus T128          | Renault RS27-2011 2.4 V8 | P     |
| 20 | Karun Chandhok     | Team Lotus                   | Lotus T128          | Renault RS27-2011 2.4 V8 | P     |
| 21 | Jarno Trulli       | Team Lotus                   | Lotus T128          | Renault RS27-2011 2.4 V8 | P     |
| 22 | Narain Karthikeyan | HRT Formula One Team         | HRT F111            | Cosworth CA2011 2.4 V8   | P     |
| 23 | Daniel Ricciardo   | HRT Formula One Team         | HRT F111            | Cosworth CA2011 2.4 V8   | P     |
| 24 | Timo Glock         | Marussia Virgin Racing       | Virgin MVR-02       | Cosworth CA2011 2.4 V8   | P     |
| 25 | Jérôme d’Ambrosio  | Marussia Virgin Racing       | Virgin MVR-02       | Cosworth CA2011 2.4 V8   | P     |
| Nr | Kierowca           | Zespół                       | Samochód            | Silnik                   | Opony |

## Wyniki

### Sesje treningowe
| Sesja | Nr | Kierowca         | Konstruktor      | Czas     | Okr. |
| ----- | -- | ---------------- | ---------------- | -------- | ---- |
| 1     | 3  | Lewis Hamilton   | McLaren-Mercedes | 1:26,836 | 22   |
| 2     | 6  | Felipe Massa     | Ferrari          | 1:25,706 | 33   |
| 3     | 1  | Sebastian Vettel | Red Bull-Renault | 1:24,824 | 18   |

### Kwalifikacje
Źródło: Wyprzedź Mnie!
| Poz. | Nr | Kierowca           | Konstruktor          | Q1       | Q2       | Q3       | Poz. s. |
| --- | --- | ------------------ | -------------------- | -------- | -------- | -------- | ------- |
| 1 | 1 | Sebastian Vettel   | Red Bull-Renault     | 1:26,218 | 1:24,657 | 1:24,178 | 1       |
| 2 | 3 | Lewis Hamilton     | McLaren-Mercedes     | 1:26,563 | 1:25,019 | 1:24,474 | 5       |
| 3 | 2 | Mark Webber        | Red Bull-Renault     | 1:26,473 | 1:25,282 | 1:24,508 | 2       |
| 4 | 5 | Fernando Alonso    | Ferrari              | 1:26,774 | 1:25,158 | 1:24,519 | 3       |
| 5 | 4 | Jenson Button      | McLaren-Mercedes     | 1:26,225 | 1:25,299 | 1:24,950 | 4       |
| 6 | 6 | Felipe Massa       | Ferrari              | 1:27,012 | 1:25,522 | 1:25,122 | 6       |
| 7 | 8 | Nico Rosberg       | Mercedes             | 1:26,364 | 1:25,555 | 1:25,451 | 7       |
| 8 | 14 | Adrian Sutil       | Force India-Mercedes | 1:26,271 | 1:26,140 | –        | 8       |
| 9 | 18 | Sébastien Buemi    | Toro Rosso-Ferrari   | 1:26,608 | 1:26,161 | –        | 9       |
| 10 | 19 | Jaime Alguersuari  | Toro Rosso-Ferrari   | 1:26,557 | 1:26,319 | –        | 10      |
| 11 | 10 | Witalij Pietrow    | Renault              | 1:26,189 | 1:26,319 | –        | 16      |
| 12 | 7 | Michael Schumacher | Mercedes-Cosworth    | 1:26,790 | 1:26,337 | –        | 11      |
| 13 | 15 | Paul di Resta      | Force India-Mercedes | 1:26,864 | 1:26,503 | –        | 12      |
| 14 | 12 | Pastor Maldonado   | Williams-Cosworth    | 1:26,829 | 1:26,537 | –        | 13      |
| 15 | 10 | Bruno Senna        | Renault              | 1:26,766 | 1:26,651 | –        | 14      |
| 16 | 11 | Rubens Barrichello | Williams-Cosworth    | 1:27,479 | 1:27,247 | –        | 15      |
| 17 | 17 | Sergio Pérez       | Sauber-Ferrari       | 1:27,249 | 1:27,562 | –        | 20      |
| 18 | 16 | Kamui Kobayashi    | Sauber-Ferrari       | 1:27,876 | –        | –        | 17      |
| 19 | 20 | Heikki Kovalainen  | Lotus-Renault        | 1:28,565 | –        | –        | 18      |
| 20 | 21 | Jarno Trulli       | Lotus-Renault        | 1:28,752 | –        | –        | 19      |
| 21 | 22 | Daniel Ricciardo   | HRT-Cosworth         | 1:30,216 | –        | –        | 23      |
| 22 | 23 | Narain Karthikeyan | HRT-Cosworth         | 1:30,238 | –        | –        | 24      |
| 23 | 25 | Jérôme d’Ambrosio  | Virgin-Cosworth      | 1:30,866 | –        | –        | 21      |
| | 24 | Timo Glock         | Virgin-Cosworth      | 1:34,046 | –        | –        | 22      |
| Poz. | Nr | Kierowca           | Konstruktor          | Q1       | Q2       | Q3       | Poz. s. |
| \| Legenda \| Legenda \| \| ------------------------ \| ---------------------------------------------------------------------------------------------------------------------------------------------------------------------------------------------------------------------------------------------------------------- \| \| Poz. Nr Q1 Q2 Q3 Poz. s. \| Pozycja zajęta w sesji kwalifikacyjnej Numer startowy kierowcy Wynik uzyskany w pierwszej części kwalifikacji Wynik uzyskany w drugiej części kwalifikacji Wynik uzyskany w trzeciej części kwalifikacji Pozycja startowa po uwzględnięniu kar, przesunięć, itp. \| | |                    |                      |          |          |          |         |
| Legenda | |                    |                      |          |          |          |         |
| Poz. Nr Q1 Q2 Q3 Poz. s. | Pozycja zajęta w sesji kwalifikacyjnej Numer startowy kierowcy Wynik uzyskany w pierwszej części kwalifikacji Wynik uzyskany w drugiej części kwalifikacji Wynik uzyskany w trzeciej części kwalifikacji Pozycja startowa po uwzględnięniu kar, przesunięć, itp. |                    |                      |          |          |          |         |

### Wyścig

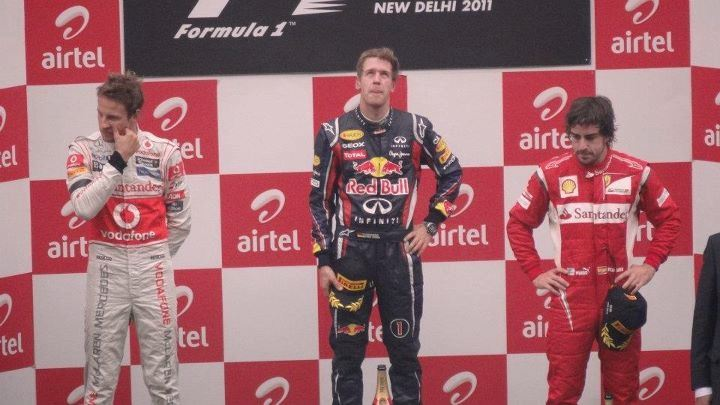
Jenson Button, Sebastian Vettel i Fernando Alonso na podium Grand Prix Indii 2011

Źródło: Wyprzedź Mnie!
| P                 | + / –     | Nr | Kierowca           | Konstruktor          | Okr. | Czas / Strata      | Komentarz |
| ----------------- | --------- | -- | ------------------ | -------------------- | ---- | ------------------ | --------- |
| 1                 | Bez zmian | 1  | Sebastian Vettel   | Red Bull-Renault     | 60   | 1h30m35,002        |           |
| 2                 | 2         | 4  | Jenson Button      | McLaren-Mercedes     | 60   | +0:08,433          |           |
| 3                 | Bez zmian | 5  | Fernando Alonso    | Ferrari              | 60   | +0:24,301          |           |
| 4                 | 2         | 2  | Mark Webber        | Red Bull-Renault     | 60   | +0:25,529          |           |
| 5                 | 6         | 7  | Michael Schumacher | Mercedes             | 60   | +1:05,421          |           |
| 6                 | 1         | 8  | Nico Rosberg       | Mercedes             | 60   | +1:06,851          |           |
| 7                 | 2         | 3  | Lewis Hamilton     | McLaren-Mercedes     | 60   | +1:24,183          |           |
| 8                 | 2         | 19 | Jaime Alguersuari  | Toro Rosso-Ferrari   | 59   | +1 okr.            |           |
| 9                 | 1         | 14 | Adrian Sutil       | Force India-Mercedes | 59   | +1 okr. (15,738)   |           |
| 10                | 10        | 17 | Sergio Pérez       | Sauber-Ferrari       | 59   | +1 okr. (02,590)   |           |
| 11                | 5         | 10 | Witalij Pietrow    | Renault              | 59   | +1 okr. (00,877)   |           |
| 12                | 2         | 9  | Bruno Senna        | Renault              | 59   | +1 okr. (11,671)   |           |
| 13                | 1         | 15 | Paul di Resta      | Force India-Mercedes | 59   | +1 okr. (03,945)   |           |
| 14                | 4         | 20 | Heikki Kovalainen  | Lotus-Renault        | 58   | +2 okr.            |           |
| 15                | Bez zmian | 11 | Rubens Barrichello | Williams-Cosworth    | 58   | +2 okr. (14,962)   |           |
| 16                | 5         | 25 | Jérôme d’Ambrosio  | Virgin-Cosworth      | 58   | +3 okr.            |           |
| 17                | 7         | 23 | Narain Karthikeyan | HRT-Cosworth         | 57   | +3 okr. (00,586)   |           |
| 18                | 5         | 22 | Daniel Ricciardo   | HRT-Cosworth         | 57   | +3 okr. (31,836)   |           |
| 19                | Bez zmian | 21 | Jarno Trulli       | Lotus-Renault        | 56   | +4 okr.            |           |
| Niesklasyfikowani |           |    |                    |                      |      |                    |           |
|                   |           | 6  | Felipe Massa       | Ferrari              | 32   | zawieszenie        |           |
|                   |           | 18 | Sébastien Buemi    | Toro Rosso-Ferrari   | 24   | silnik             |           |
|                   |           | 12 | Pastor Maldonado   | Williams-Cosworth    | 12   | skrzynia biegów    |           |
|                   |           | 24 | Timo Glock         | Virgin-Cosworth      | 2    | kolizja na starcie |           |
|                   |           | 16 | Kamui Kobayashi    | Sauber-Ferrari       | 0    | kolizja na starcie |           |
| P                 | + / –     | Nr | Kierowca           | Konstruktor          | Okr. | Czas / Strata      | Komentarz |

### Najszybsze okrążenie
Źródło: Wyprzedź Mnie!
| Nr | Kierowca         | Konstruktor      | Czas     | Okr. |
| -- | ---------------- | ---------------- | -------- | ---- |
| 1  | Sebastian Vettel | Red Bull-Renault | 1:27,249 | 60   |

## Prowadzenie w wyścigu
| Nr                              | Kierowca         | Okrążenia | Suma |
| ------------------------------- | ---------------- | --------- | ---- |
| 1                               | Sebastian Vettel | 1-60      | 60   |
| \| Wykres \| \| ------ \| \| \| |                  |           |      |
| Wykres                          |                  |           |      |
|                                 |                  |           |      |

## Klasyfikacja po wyścigu

### Kierowcy
| P  | +/− | Kierowca           | Starty | Punkty | P1 | P2 | P3 | PP | NO | NS |
| -- | --- | ------------------ | ------ | ------ | -- | -- | -- | -- | -- | -- |
| 1  | 0   | Sebastian Vettel   | 17     | 374    | 11 | 4  | 1  | 13 | 3  | –  |
| 2  | 0   | Jenson Button      | 17     | 240    | 3  | 4  | 3  | –  | 3  | 2  |
| 3  | 0   | Fernando Alonso    | 17     | 227    | 1  | 4  | 4  | –  | 1  | 1  |
| 4  | 0   | Mark Webber        | 17     | 221    | –  | 2  | 7  | 3  | 5  | 1  |
| 5  | 0   | Lewis Hamilton     | 17     | 202    | 2  | 3  | –  | 1  | 3  | 2  |
| 6  | 0   | Felipe Massa       | 17     | 98     | –  | –  | –  | –  | 2  | 3  |
| 7  | 0   | Nico Rosberg       | 17     | 75     | –  | –  | –  | –  | –  | 2  |
| 8  | 0   | Michael Schumacher | 17     | 70     | –  | –  | –  | –  | –  | 5  |
| 9  | 0   | Witalij Pietrow    | 17     | 36     | –  | –  | 1  | –  | –  | 3  |
| 10 | 0   | Nick Heidfeld      | 11     | 34     | –  | –  | 1  | –  | –  | 3  |
| 11 | 0   | Adrian Sutil       | 17     | 30     | –  | –  | –  | –  | –  | 2  |
| 12 | 0   | Kamui Kobayashi    | 17     | 27     | –  | –  | –  | –  | –  | 4  |
| 13 | 0   | Jaime Alguersuari  | 17     | 26     | –  | –  | –  | –  | –  | 3  |
| 14 | 0   | Paul di Resta      | 17     | 21     | –  | –  | –  | –  | –  | 1  |
| 15 | 0   | Sébastien Buemi    | 17     | 15     | –  | –  | –  | –  | –  | 4  |
| 16 | 0   | Sergio Pérez       | 15     | 14     | –  | –  | –  | –  | –  | 4  |
| 17 | 0   | Rubens Barrichello | 17     | 4      | –  | –  | –  | –  | –  | 3  |
| 18 | 0   | Bruno Senna        | 6      | 2      | –  | –  | –  | –  | –  | –  |
| 19 | 0   | Pastor Maldonado   | 17     | 1      | –  | –  | –  | –  | –  | 4  |
| 20 | 0   | Pedro de la Rosa   | 1      | 0      | –  | –  | –  | –  | –  | –  |
| 21 | 0   | Jarno Trulli       | 15     | 0      | –  | –  | –  | –  | –  | 4  |
| 22 | 0   | Heikki Kovalainen  | 17     | 0      | –  | –  | –  | –  | –  | 5  |
| 23 | 0   | Vitantonio Liuzzi  | 15     | 0      | –  | –  | –  | –  | –  | 4  |
| 24 | 0   | Jérôme d’Ambrosio  | 17     | 0      | –  | –  | –  | –  | –  | 2  |
| 25 | 0   | Timo Glock         | 16     | 0      | –  | –  | –  | –  | –  | 4  |
| 26 | 0   | Narain Karthikeyan | 8      | 0      | –  | –  | –  | –  | –  | 1  |
| 27 | 0   | Daniel Ricciardo   | 9      | 0      | –  | –  | –  | –  | –  | 2  |
| 28 | 0   | Karun Chandhok     | 1      | 0      | –  | –  | –  | –  | –  | –  |
| P  | +/− | Kierowca           | Starty | Punkty | P1 | P2 | P3 | PP | NO | NS |

### Konstruktorzy
| P  | +/− | Konstruktor          | Starty | Punkty | P1 | P2 | P3 | PP | NO | NS |
| -- | --- | -------------------- | ------ | ------ | -- | -- | -- | -- | -- | -- |
| 1  | 0   | Red Bull-Renault     | 34     | 595    | 11 | 6  | 8  | 16 | 8  | 1  |
| 2  | 0   | McLaren-Mercedes     | 34     | 442    | 5  | 7  | 3  | 1  | 6  | 4  |
| 3  | 0   | Ferrari              | 34     | 325    | 1  | 4  | 4  | –  | 3  | 4  |
| 4  | 0   | Mercedes             | 34     | 145    | –  | –  | –  | –  | –  | 7  |
| 5  | 0   | Renault              | 34     | 72     | –  | –  | 2  | –  | –  | 6  |
| 6  | 0   | Force India-Mercedes | 34     | 51     | –  | –  | –  | –  | –  | 3  |
| 7  | 0   | Sauber-Ferrari       | 33     | 41     | –  | –  | –  | –  | –  | 7  |
| 8  | 0   | Toro Rosso-Ferrari   | 34     | 41     | –  | –  | –  | –  | –  | 7  |
| 9  | 0   | Williams-Cosworth    | 34     | 5      | –  | –  | –  | –  | –  | 8  |
| 10 | 0   | Lotus-Renault        | 34     | 0      | –  | –  | –  | –  | –  | 9  |
| 11 | 0   | HRT-Cosworth         | 32     | 0      | –  | –  | –  | –  | –  | 7  |
| 12 | 0   | Virgin-Cosworth      | 33     | 0      | –  | –  | –  | –  | –  | 5  |
| P  | +/− | Konstruktor          | Starty | Punkty | P1 | P2 | P3 | PP | NO | NS |